# Afralebra paolii
Afralebra paolii är en insektsart som beskrevs av Irena Dworakowska 1993. Afralebra paolii ingår i släktet Afralebra och familjen dvärgstritar.
Artens utbredningsområde är Nigeria. Inga underarter finns listade i Catalogue of Life.